# Cortscastell
Cortscastell es un pequeño pueblo del municipio de Bajo Pallars, en la comarca leridana de Pallars Sobirá. Situado al O del Pla de Corts, a la izquierda del barranco de las Morreres, hasta él se llega a través de una pista que parte de la carretera entre Peramea y Bretui. En el pueblo se encuentra la iglesia de Santa Anna, y en sus proximidades las ruinas de la capilla de la Mare de Déu del Roser (Nuestra Señora del Rosario). Su población es de 4 habitantes (2013).

## Santa Anna

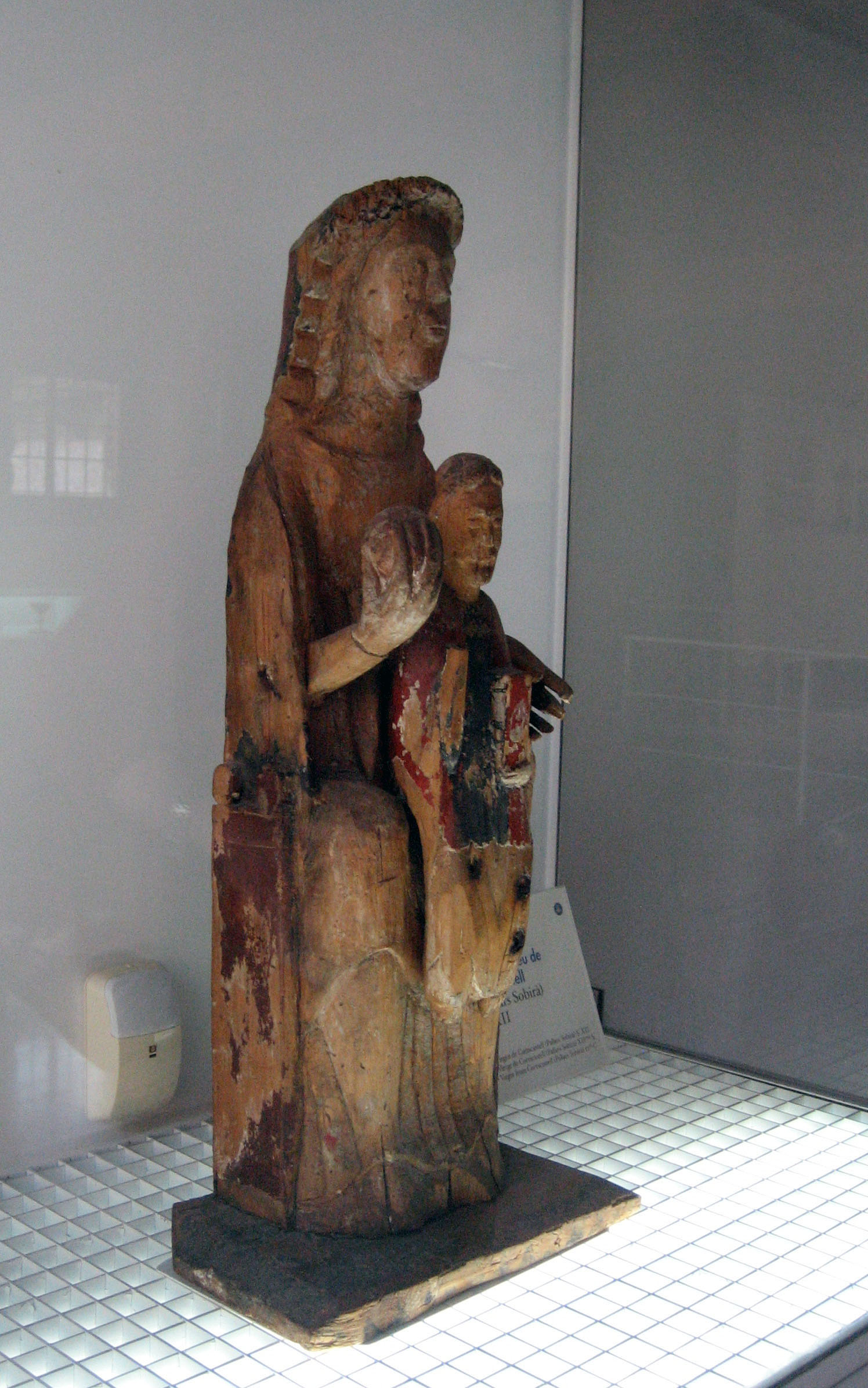
Imagen románica de la Mare de Déu de Cortscastell

La iglesia románica de Santa Anna (antiguamente dedicada a Santa María) está al N del pueblo, un poco apartada de él. Es un edificio sencillo, de una sola nave de planta rectangular (3 x 5 m) unida a un ábside semicircular. Por sus características, se podría incluir esta capilla entre las muchas que se construyeron en la comarca durante el siglo XII, aunque es posible que ya existiera un edificio más simple con anterioridad.
La iglesia sufrió numerosos cambios con el paso de los siglos y ha sido objeto de diversas ampliaciones y modificaciones, como el añadido de la pequeña torre del campanario, de planta circular-poligonal. Para salvarla del estado de abandono que conllevó su desuso, a partir de finales del siglo XX se realizaron trabajos de restauración y rehabilitación del conjunto.
Procedente de esta iglesia, se conserva en el Museo Diocesano de Urgel una imagen de madera policromada, de 65 cm de altura, que representa a la Virgen, sentada en un trono y sosteniendo una bola del mundo en su mano derecha, y al Niño, también sedente, en su regazo. La imagen, de una desproporcionada verticalidad, puede datarse alrededor del siglo XII. Ha perdido gran parte de su policromía.

## Cortscastell en el Madoz
Cortscastell aparece citado en el Diccionario geográfico-estadístico-histórico de España y sus posesiones de Ultramar, obra de Pascual Madoz. Por su gran interés documental e histórico, se transcribe a continuación dicho artículo sin abreviaturas y respetando la grafía original.

COSCASTELL: lugar con alcalde dependiente del ayuntamiento de Peramea en la provincia de Lérida, partido judicial de Sort: SITUADO al lado de un barranco que viene de Moncortés, entre dos montañas divididas por otro barranco que va á reunirse al rio Noguera, ½ hora mas abajo de Gerri: le combaten principalmente los vientos de norte y este, y el CLIMA frio es saludable, no padeciéndose otras enfermedades que algunas inflamaciones. Tiene 19 CASAS y la iglesia parroquial (Santa Ana) es aneja de Pujol, cuyo cura la sirve. Confina el TÉRMINO norte Bretuy: este Peramea; sur Pujol, y oeste Peracals á ½ legua de los tres primeros pueblos y uno del último: se encuentran en él algunas fuentes de aguas fuertes, pero de buena calidad; atravesando por el mismo el citado barranco que viene de Moncortés y pasa junto al pueblo: lleva poca agua. y en verano acostumbra secarse: el TERRENO es montañoso, pedregoso y en general de mala calidad; habiendo á la derecha del lugar montaña de Peracals, y elevándose á su izquierda y el llano de Peramea: los CAMINOS locales conducen á los pueblos inmediatos, en mal estado: la CORRESPONDENCIA se recibe de la estafeta de Gerri por los mismos interesados los miércoles y sábados á las seis de la tarde, saliendo los mismos dias á las tres de la madrugada. PRODUCTOS: trigo, cebada, centeno, patatas, algunas uvas, aceitunas, alguna fruta y pastos; la mayor cosecha es la del trigo y centeno; se cria un poco de lanar y vacuno, y hay caza de conejos, perdices y liebres. INDUSTRIA y COMERCIO: la primera consiste en la agrícola y recria de algun ganado; y el segundo  se reduce á la importacion de vino y un poco de aceite, y á exportacion de algunos granos. POBLACION: 4 vecinos, 21 almas. CAPITAL IMPONIBLE: 8 834 reales. CONTRIBUCION: el 14'28 por 100 de esta riqueza. PRESUPUESTO MUNICIPAL: 150 reales que se cubren por reparto vecinal.
(Madoz, 1847, p. 139)